# Giorgio Giorgis
Giorgio Giorgis (Roma, 23 aprile 1897 – Mar Mediterraneo, 28 marzo 1941) è stato un militare italiano.

## Storia
Nacque a Roma e prima ancora di compiere i 16 anni d'età si arruolò nella Regia Marina iniziando gli studi presso l'Accademia navale di Livorno e uscendole il 27 aprile 1916 col grado di guardiamarina. 
Prese parte alla prima guerra mondiale e si imbarcò prima sull'Andrea Doria e poi passò al comando del monitore Vortice; fu promosso sottotenente di vascello nel 1917 e poi tenente di vascello nel 1918. Al termine del conflitto fu destinato alla Commissione internazionale di controllo a Vienna mentre tra il 1922 e il 1923 frequentò il corso superiore e ottenne incarichi di rilievo in patria e al di fuori, dove ad esempio si distinse nell'ambito della riorganizzazione delle forze navali iraniane. Nel 1933 comandò il sommergibile Delfino.
Da capitano di fregata nel 1936 fu assegnato al Comando superiore Africa orientale ed in seguito comandò l'8ª squadriglia cacciatorpediniere con bandiera sul Folgore.
Fu quindi promosso dal 1º gennaio 1938 al grado di capitano di vascello, venendo poi inviato a Tokyo come addetto navale. Dal 27 aprile 1940, poco prima dell'entrata in guerra dell'Italia nel secondo conflitto mondiale, tornato in Italia, fu al comando dell'incrociatore Fiume, col quale partecipò alle battaglie di Punta Stilo, Capo Teulada e Capo Matapan; proprio a Capo Matapan nella sera del 28 marzo 1941 il Fiume, intervenuto in soccorso del Pola, danneggiato da un siluramento aereo, fu colpito da tre corazzate britanniche e affondò. Giorgis, secondo quanto riportato, nonostante fosse stato ferito, decise di rifiutare qualsiasi possibilità di mettersi in salvo e tentò fino all'ultimo di evitare l'affondamento dell'incrociatore.
Fu insignito della Medaglia d'oro al valor militare alla memoria e ricevette la laurea honoris causa in ingegneria dall'Università degli Studi di Padova.